# Justicia auxiliar
Justicia auxiliar (del inglés: Ancillary Justice) es una novela de ciencia ficción de la escritora estadounidense Ann Leckie publicada el año 2013. El argumento central gira en torno a Breq, la única sobreviviente de la nave Justicia de Toren destruida por la traición en búsqueda de venganza junto a la inteligencia artificial que la controla.
La novela ha recibido diversos reconocimientos, entre ellos el premio Hugo a la mejor novela en el año 2014; además, ganó el premio Nébula en la misma categoría en 2014, el premio Arthur C. Clarke el mismo año y el premio Locus en 2013 a la mejor primera novela.

## Argumento
Justicia auxiliar es una space opera que transcurre cientos de años en un futuro en el que la principal potencia galáctica es el Imperio Radch, agresivo en sus políticas expansionistas, para las que utiliza IAs que controlan cuerpos humanos ("auxiliares") para su uso como soldados. Los radchaai no distinguen a las personas por su género, y la autora del libro lo representa usando pronombres personales femeninos para todos los personajes o haciendo que la protagonista radchaai se equivoque en ocasiones al especificar el género cuando habla en lenguajes que sí lo distinguen.
La narración comienza años después de la desaparición de una nave espacial radchaai, la Justicia de Toren, cuando su único auxiliar superviviente, a la vez un segmento de la conciencia de la nave, Breq, encuentra a un antiguo capitán, Seivarden, en un planeta helado. La trama alterna entre dos líneas argumentales: el objetivo "presente" de Breq de vengarse por la destrucción de la Justicia de Toren y fragmentos de los recuerdos de hace diecinueve años, cuando la Justicia de Toren se encontraba en órbita alrededor del planeta Shis'urna, conquistado por el imperio y en proceso de ser asimilado por este.

## Recepción
La novela recibió la aclamación y el reconocimiento generalizados de la crítica. El análisis de Russell Letcon en la revista Locus valoró la ambiciosa estructura de la novela de Leckie, que entrelazaba diversas líneas de acción presentes y pasadas de una forma que recordaba al trabajo de Iain M. Banks en El uso de las armas, y su acercamiento a los tropos de la space opera más reciente planteada por autores como Banks, Ursula K. Le Guin o C.J. Cherryh, entre otros. Su conclusión fue que "no es ciencia ficción para principiantes y la recompensa es mayor precisamente por ello".
Según la opinión de Genevieve Valentine para la NPR, la "firme, apasionante y elegante" novela tiene éxito a pequeña y a gran escala, como relato de un imperio y como estudio de personajes. Liz Bourke, en Tor.com, alabó la capacidad de creación de trasfondo y de su universo de Leckie y definió su escritura como "nítida y potente, con un fuerte tirón, como las mejores obras de suspense" y concluye que Justicia auxiliar es "a la vez una novela inmensamente divertida y conceptualmente ambiciosa". 
La crítica de Nina Allan, en la revista Arc, no fue tan positiva: aunque no encontró "desgana, cinismo o nada particularmente comercial" en la novela, criticó la descripción de los personajes y consideró que su adopción acrítica de los tropos de la space opera y las ideas "decepcionantemente simples" que plantea (como la maldad inherente de los imperios) convierten Justicia auxiliar en una "novela de ciencia ficción de la vieja escuela: insistente en su aceptación de las bases del género e inaccesible en mayor o menor medida para los ajenos a él".

## Premios
Justicia auxiliar ganó los siguientes premios: 
- Premio Hugo a la mejor novela, otorgado por la World Science Fiction Society (WSFS), anunciado en la 72.ª World Science Fiction Convention (Loncon 3)[5]
- Premio Nébula a la mejor novela de la Asociación de escritores de ciencia ficción y fantasía de Estados Unidos.
- Premio Arthur C. Clarke a la mejor novela de ciencia ficción del año.
- Premio BSFA a la mejor novela de la Asociación Británica de Ciencia Ficción.
- Premio Locus a la mejor primera novela.
- Tentáculo Dorado en los Kitschies a la mejor primera novela.
- Premio Seiun a la mejor historia larga traducida, otorgado por la 55.º Nihon SF Taikai.[6]

## Adaptación para televisión
La productora Fabrik y Fox Television Studios plantearon un acuerdo para la adaptación televisiva de la novela en octubre de 2014. Leckie escribió que los productores respondieron positivamente a sus preocupaciones sobre como se podría representar a los personajes radchaai, de tez oscura y sin diferenciación por género, en un medio visual. 